# Rassocha (přítok Popigaje)
Rassocha, na horním toku Nalim-Rassocha (rusky Рассоха, Налим-Рассоха) je řeka v Krasnojarském kraji v Rusku. Je 310 km dlouhá. Povodí má rozlohu 13 500 km².

## Průběh toku
Pramení na Anabarské planině. Ústí zleva do řeky Popigaj (povodí Chatangy).

## Vodní stav
Zdroj vody je sněhového a dešťový. Zamrzá na konci září a rozmrzá v červnu.